# 최용환 (외교관)
최용환(崔容煥, 1957년 6월 18일 ~ )은 이스라엘 주재 대한민국 대사 등을 지낸 대한민국의 외교관 출신 공무원이다. 국가정보원 제1차장 직책에 있는 그는 제34대 국가정보원장 서훈의 사퇴 이후 2020년 7월 2일부터 2020년 7월 29일 박지원 교수가 국가정보원장으로 부임할때까지 국가정보원 제1차장 직책으로써 국가정보원장 직무대행을 겸직하였다.

## 경력
- 국가안전기획부 공직 입직(1984년 2월 1일)
- 국가정보원 하급 간부(1999년 1월 21일)
- 국가정보원 공직 퇴직(1999년 8월 21일)
- 미국 로스앤젤레스 주재 대한민국 총영사(1999년 8월 28일 ~ 2005년 7월 8일)
- 이탈리아 주재 대한민국 대사관 공사 겸 참사관(2005년 7월 20일 ~ 2011년 7월 1일)
- 미국 주재 대한민국 대사관 공사(2011년 7월 20일 ~ 2014년 1월 31일)
- 미국 주재 대한민국 대사관 공사 직책 퇴임(2014년 1월 31일)
- 한남대학교 국방전략대학원 초빙교수(2014년 8월 ~ 2015년 8월)
- 국가안보전략연구원 이사장(2016년 7월 8일 ~ 2017년 12월 9일)
- 이스라엘 주재 대한민국 대사(2018년 1월 8일 ~ 2019년 8월 2일)
- 국가정보원 제1차장 취임(2019년 8월 15일)
- 국가정보원장 직무대행

## 학력
- 종로국민학교 졸업
- 대륜중학교 졸업
- 계성고둥학교졸업
- 경북대학교 법학과 학사
- 미국 아메리칸 대학교 대학원 법학과 법학석사